# 小中駅
小中駅（こなかえき）は、群馬県みどり市東町小中にあるわたらせ渓谷鐵道わたらせ渓谷線の駅である。駅番号はWK11。

## 歴史
請願駅として設置され、建設費50万円全額を地元が負担した。
- 1960年（昭和35年）11月18日：国鉄足尾線の駅として開業[1][2]。気動車による旅客のみを取り扱う駅員無配置駅[4]。
- 1987年（昭和62年）4月1日：国鉄分割民営化に伴い、東日本旅客鉄道の駅となる[2]。
- 1989年（平成元年）3月29日：JR足尾線の第三セクター鉄道化により、わたらせ渓谷鐵道の駅となる[2]。

## 駅構造

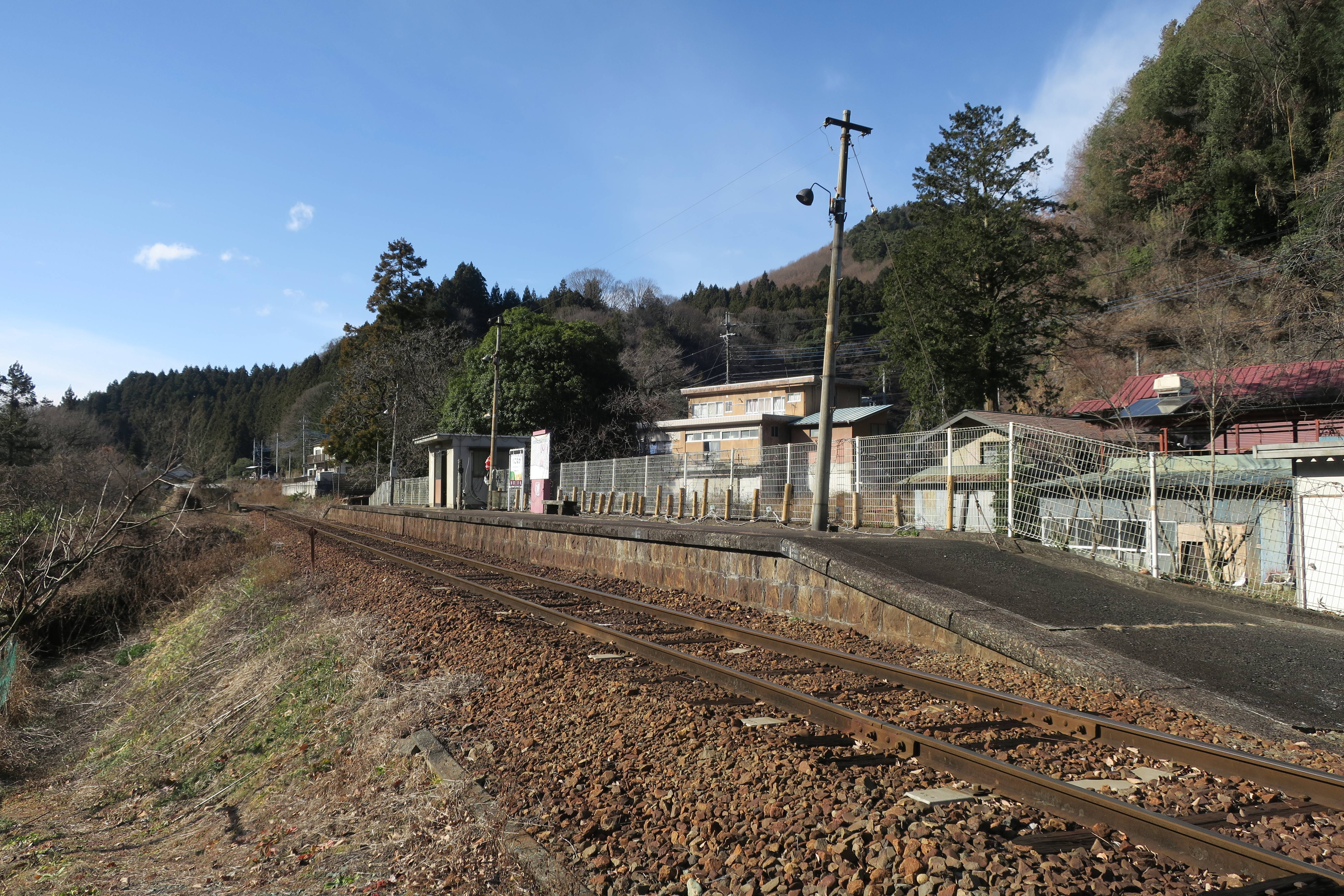
小中駅全景（2024年12月）

単式ホーム1面1線の地上駅。開業時より無人駅である。
待合室・トイレ設置駅。駅利用者の駐車場が国道122号の小中信号交差点より桐生方面に向かって50メートルほど行った左側にある。そこにはミニ水車がある。国道に入り口の案内板が設置されている。

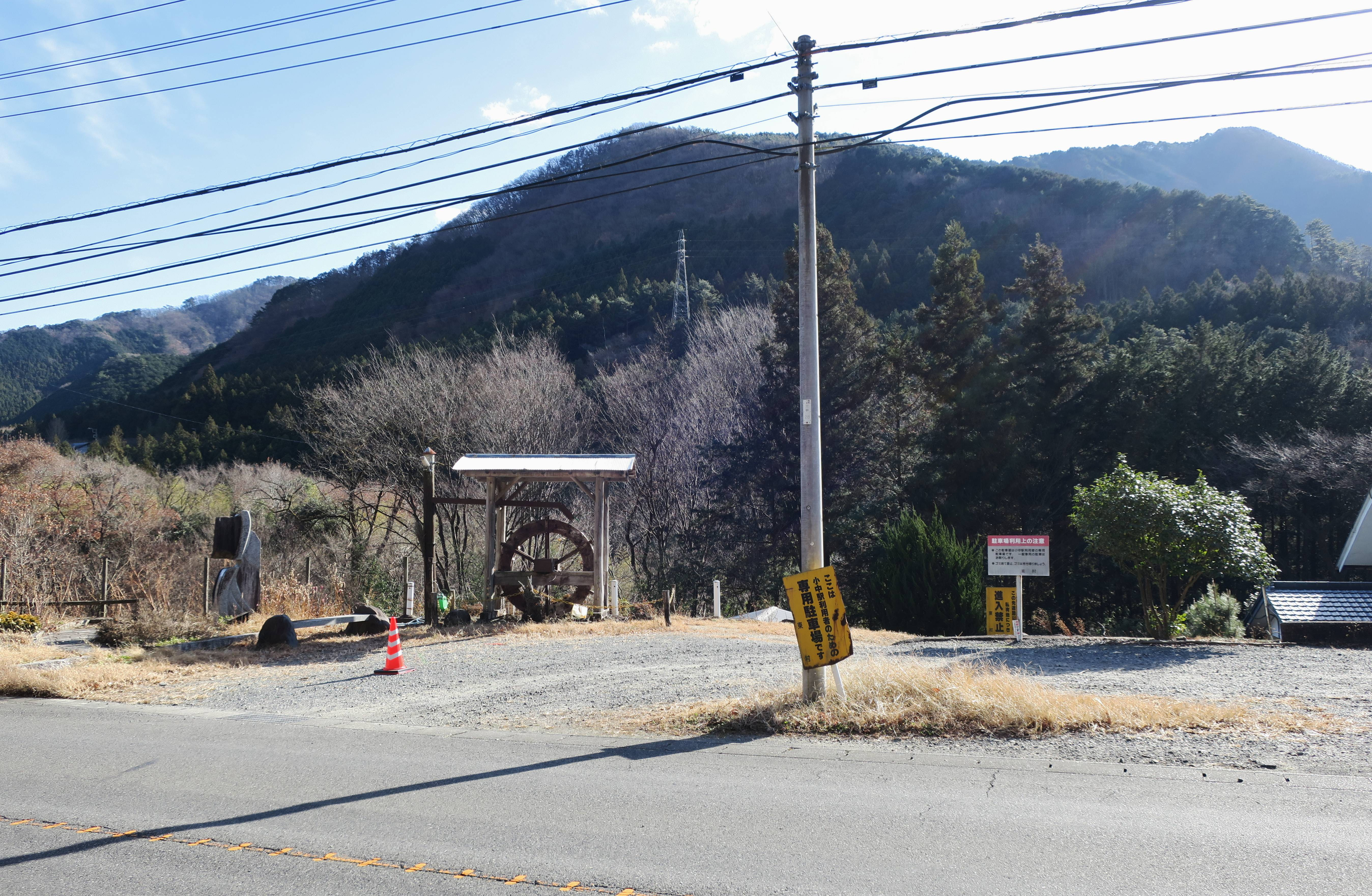
小中駅利用者専用駐車場
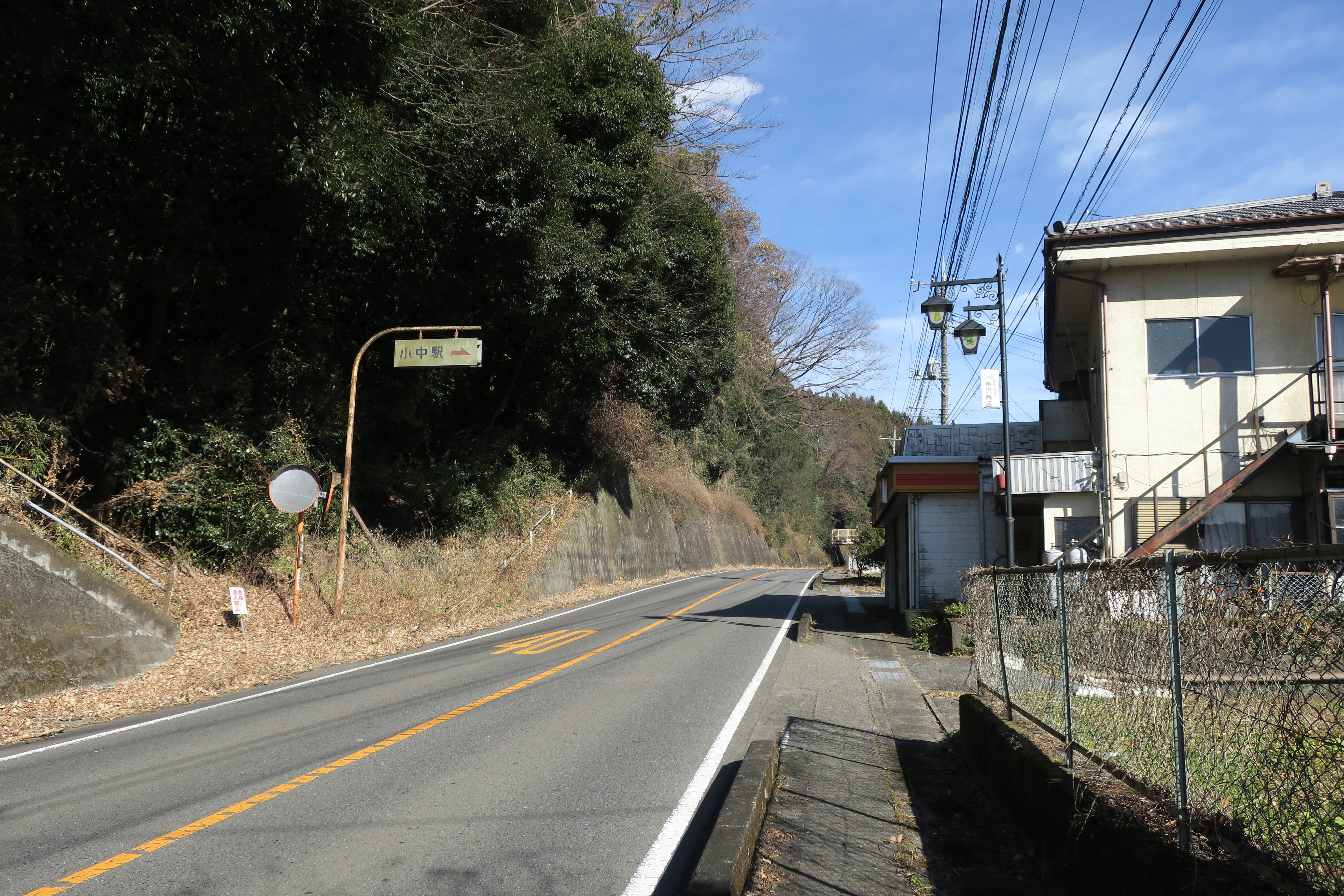
国道122号・小中駅入口

## 利用状況
地元の人が中心に利用しているが、渡良瀬川で釣りをする人が利用する場合もある。小中大滝への最寄駅でハイカーも利用する（徒歩では時間がかかるのでタクシー・バス利用が一般的）。
鉄道撮影スポットとしても知られ、雰囲気を出すため沿線に建つ小学校の木造校舎とともに構図に収める手法が用いられた（すでに学校は閉校し校舎は解体済み）。
1日の平均乗降人員は以下の通りである。
| 年度   | 1日平均人数 |
| ------ | ----------- |
| 2011年 | 46          |
| 2012年 | 50          |
| 2013年 | 46          |
| 2014年 | 41          |
| 2015年 | 37          |
| 2016年 | 30          |
| 2017年 | 24          |
| 2018年 | 21          |

## 駅周辺
- 国道122号
- 群馬県道268号船笹神戸停車場線

## バス路線
国道122号沿いに「小中橋」停留所があり、下記の各路線が発着する。
| 停留所 | 運行事業者                              | 系統         | 行先           |
| ------ | --------------------------------------- | ------------ | -------------- |
| 小中橋 | みどり市東町路線バス （赤城観光自動車） | 小中線       | 神戸駅／追付橋 |
| 小中橋 | みどり市東町路線バス （赤城観光自動車） | 花輪線       | 神戸駅／花輪駅 |
| 小中橋 | みどり市東町路線バス （赤城観光自動車） | 二区集会所線 | 神戸駅         |

## 隣の駅
わたらせ渓谷鐵道
■わたらせ渓谷線
中野駅（WK10） - 小中駅（WK11） - 神戸駅（WK12）